# Asadlī
Asadlī (persiska: اسدلی) är en ort i Iran.   Den ligger i provinsen Nordkhorasan, i den nordöstra delen av landet, 600 km öster om huvudstaden Teheran. Asadlī ligger 1 787 meter över havet och antalet invånare är 328.
Terrängen runt Asadlī är kuperad.Runt Asadlī är det ganska glesbefolkat, med 29 invånare per kvadratkilometer. Närmaste större samhälle är Ţarāqī Tork, 17,2 km nordost om Asadlī. Trakten runt Asadlī består i huvudsak av gräsmarker.